# نیکولسک (شهرستان آئورگازینسکی، باشقیرستان)
نیکولسک (به لاتین: Nikolsk) یک منطقهٔ مسکونی در روسیه است که در باشقیرستان واقع شده‌است.